# Hans-Jörg Ratzenböck
Hans-Jörg „Fatsy“ Ratzenböck (* 19. Juli 1943 in Linz; † 24. Februar 2016 ebenda) war ein österreichischer Entertainer. Seit 1991 leitete er ein Cowboy-Museum in Pichling bei Linz.

## Biografie
Ratzenböck begann in den späten fünfziger Jahren seine Aktivitäten als Conférencier, Discjockey und Rock-’n’-Roll-Musiker und gründete 1959 als Sieger eines Sängerwettbewerbs die Musikband ABC Rockers. 1976 begann Ratzenböck mit dem Westernreiten und 1981 veranstaltete er das erste österreichische Country und Western Festival. Er wurde mehrfach von Radio Oberösterreich eingeladen, um Anekdoten aus der Geschichte des Rock ’n’ Roll zu erzählen und seine Begeisterung für die US-Kultur manifestierte sich auch durch seine Präsidentschaft beim Linzer Harley-Davidson Club.
Seinen Spitznamen Fatsy wählte er nach dem Musiker Fats Domino, mit dem er seit 1972 befreundet war. 2006 stand Ratzenböck für das Musikvideo zum Song „Autopilot“ von FlugM4 (einem Projekt des Radiosenders FM4) vor der Kamera (Regie: Oliver Stangl und Christian Tod). Im selben Jahr drehten die beiden Regisseure auch den Dokumentarfilm „Fatsy“ über das Leben Ratzenböcks, der beim Crossing Europe Festival 2007 Premiere hatte und von der Jury als „außergewöhnliche dokumentarische Arbeit“ gewürdigt wurde. 
Ratzenböck war verheiratet und hatte einen Sohn.

## Gründung des Cowboymuseums

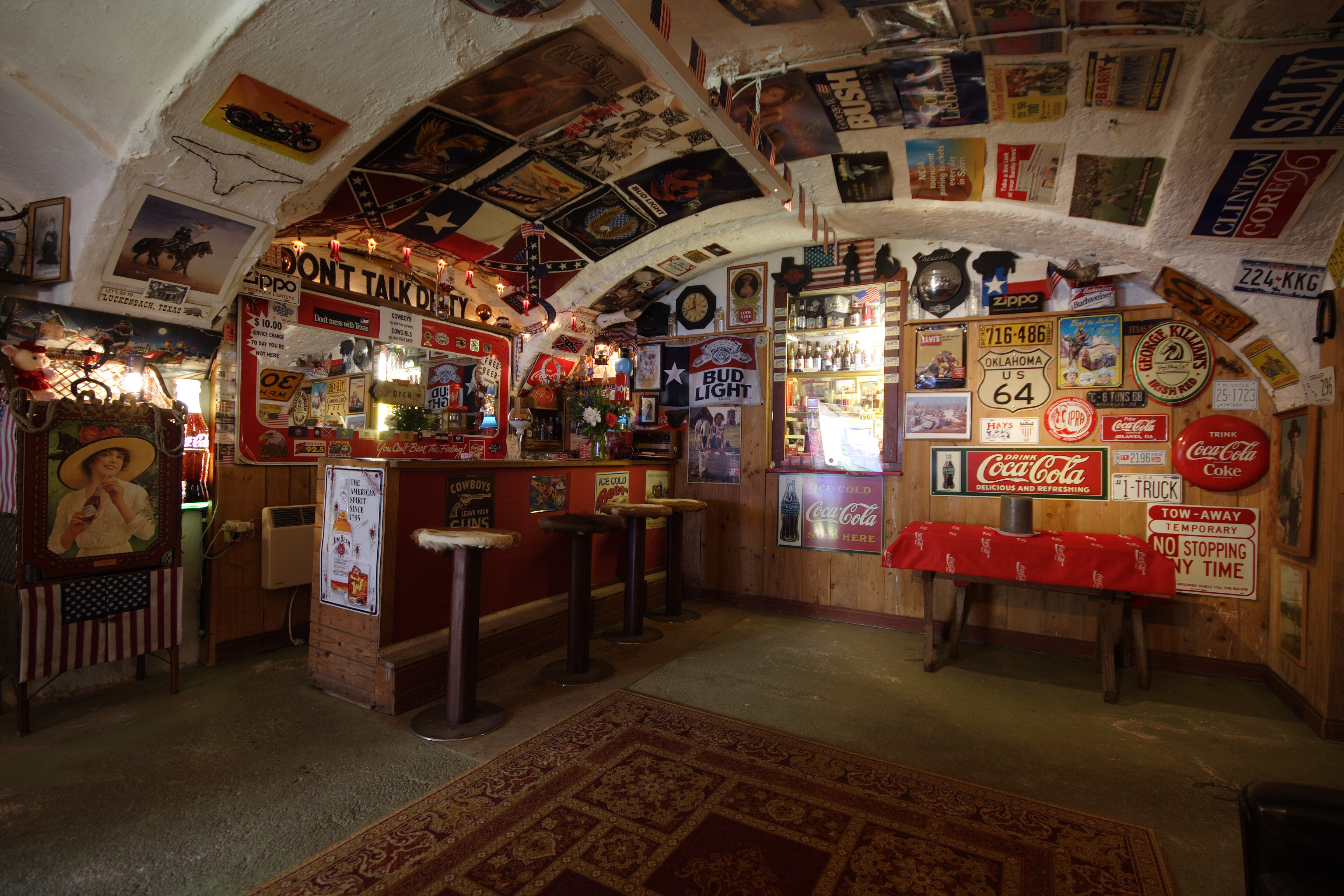
Der Saloon des Cowboymuseums

1991 gründete Ratzenböck das „Cowboy-Museum Fatsy“ in Pichling bei Linz, wo er seitdem als Kustos und Museumsführer fungierte. 
Neben dem Leben und der Pionierzeit der Cowboys wird im Museum auch das Leid der amerikanischen Ureinwohner und der Afroamerikaner bei der Erschließung des Westens dargestellt.
Es handelt sich um das einzige derartige Museum in Europa und wurde 2009 und 2010 bei der Jahrestagung von Westerners International mit dem Heads up Award ausgezeichnet.
Die Sammlung enthält mehr als 5.000 Exponate des Trägervereins First Country and Western Club Austria, die vom Zahnarztbesteck aus dem Wilden Westen bis hin zu indianischem Federschmuck reicht. An Räumlichkeiten gibt es eine Cowboyschule, ein Sheriff-Büro und ein Spielzimmer. Auch ein Chuck Waggon ist ausgestellt.
Das Programm für die Besucher beinhaltet Hufeisen- und Lassowerfen sowie eine Fahrt mit einem Planwagen. 
Das Museum ist jeweils von Anfang Mai bis Ende Juli geöffnet.